# Краснопоясничная пиха
Краснопоясничная пиха (лат. Lipaugus uropygialis) — вид птиц рода сорокопутовых пих семейства котинговых. Подвидов не выделяют. Распространен в восточных предгорьях Анд на крайнем юго-востоке Перу (к востоку от Пуно) и Боливии (Ла-Пас, Кочабамба). Обитает на высоте от 1800 до 2750 м. Количество половозрелых особей оценивается в 600—1700, их количество уменьшается.